# Gmina Narew
Die Gmina Narew ist eine Landgemeinde im Powiat Hajnowski der Woiwodschaft Podlachien in Polen. Ihr Sitz ist das gleichnamige Dorf Narew (litauisch Narevas; belarussisch Нараў).

## Gliederung
Zur Landgemeinde Narew gehören 37 Orte mit einem Schulzenamt:
Ancuty
Białki
Chrabostówka
Cimochy
Doratynka
Gorędy
Gorodczyno
Gorodzisko
Gradoczno
Istok
Iwanki
Janowo
Kaczały
Kotłówka
Koweła
Koźliki
Krzywiec
Kutowa
Lachy
Łopuchówka
Łosinka
Makówka
Nowiny
Odrynki
Ogrodniki
Przybudki
Puchły
Radźki
Rybaki
Saki
Skaryszewo
Soce
Trześcianka
Tyniewicze Małe
Tyniewicze Duże
Waniewo
Waśki
Weitere Ortschaften der Gemeinde sind Bruszkowszczyzna, Cisy, Hajdukowszczyzna, Paszkowszczyzna, Podborowisko, Podwaśki, Rohozy, Tokarowszczyzna, Usnarszczyzna und Zabłocie.